# Altay (distrikt i Mongoliet, Chovd)
Altay (mongoliska: Алтай Сум, Алтай) är ett distrikt i Mongoliet.   Det ligger i provinsen Chovd, i den västra delen av landet, 1 100 km väster om huvudstaden Ulaanbaatar.